# Özlem Gezgin
Özlem Gezgin (* 17. Februar 1996 in Istanbul) ist eine türkische Schauspielerin.

## Leben und Karriere
Gezgin wurde am 17. Februar 1996 in Istanbul geboren. Sie studierte an der 35,5 Sanat Evi ve Marmara Sanat Akademisi. Ihr Debüt gab sie 2015 in der Fernsehserie Kiralık Aşk mit. Anschließend war sie 2016 in Hanım Köylü zu sehen.
Von 2017 bis 2018 trat sie in Kanatsız Kuşlar auf. Außerdem spielte Gezgin in dem Film Anamız Var mit. Unter anderem wurde sie 2018 für die Serie İncir Ağacı gecastet. 2024 bekam sie in dem Film Grabuna eine Hauptrolle.

## Filmografie
Filme
- 2018: Anamız Var
- 2024: Grabuna

Serien
- 2015–2016: Kiralık Aşk
- 2016: Hanım Köylü
- 2017–2018: Kanatsız Kuşlar
- 2020: İncir Ağacı